# Radu D. Rosetti
Radu D. Rosetti sau Rossetti (13  sau 18 decembrie 1874 – 1964) a fost poet, dramaturg, epigramist, memorialist, traducător, publicist român, care s-a distins și ca avocat și activist. Fiu al dramaturgului aristocrat Dimitrie Rosetti-Max și nepot al lui Titu Maiorescu, a avut o tinerețe rebelă și zbuciumată, dar a stat în jurul unor personalități literare de vârf, cum ar fi Ion Luca Caragiale. Absolvent al Universității din București la vârsta de 26 de ani, era deja un poet de succes, cu sensibilități neoromantice, un traducător publicat de piese și romane și, de asemenea, renumit pentru căsnicia sa nefericită cu criticul literar Elena Bacaloglu. A trecut la scrierea unor piese cu temă socială și povestiri despre viața sa profesională, câștigând un profil ca apărător al cauzelor de stânga. În jurul anului 1913 a devenit o figură publică a activismului cremaționist, s-a angajat în polemici publice cu Biserica Ortodoxă Română.
Deși era un ofițer de artilerie staționat în Chitila, Rosetti a fost cel mai activ în timpul Primului Război Mondial ca orator și propagandist patriotic, revenind mai târziu la munca sa la asociația baroului din județul Ilfov. În perioada interbelică, el a menținut contactul atât cu socialiștii, cât și cu "cremationiștii", dar a devenit mai conservator și paseist. Această atitudine a consolidat succesul său ca autor de memorii. Uitat de toți când a ajuns la bătrânețe, s-a retras într-o mansardă.

## Biografie

### Primii ani
Născut la București în familia Rosetti, el a fost nepotul lui aga Radu Rosetti, care a condus Teatrul Național București în timpul domniei lui Gheorghe Bibescu. Tatăl său  Dimitrie Rosetti-Max, autorul comediilor ușoare care au apărut în Convorbiri Literare, a avut același post, înlocuind pentru o vreme pe dramaturgul Ion Luca Caragiale. El a fost, de asemenea, un colaborator al poetului-satirist Iacob Negruzzi, care s-a căsătorit cu sora lui, Maria; o altă mătușă paternă a lui Radu, Ana, a fost a doua soție a criticului Titu Maiorescu. Radu D. Rosetti s-a născut când părinții săi nu erau căsătoriți; totuși, Dimitrie și Natalia Gheorghiu s-au căsătorit în timpul copilăriei fiului.
Cuplul a divorțat și, așa cum sugerează istoricul literar George Călinescu, acest eveniment a impus o "viață dură" lui Radu, explicând de ce el, un aristocrat, a menținut obiceiuri și simpatii "cvasi-proletariene". Același lucru a fost remarcat și de prietenul său mai tânăr, Victor Eftimiu: "Băiat de neam, Rosetti n-a rămas în Olimpul disprețuitor al castei, ci s-a dăruit, s-a risipit, truver și proletar, oriunde a fost un elan, o suferință, o întraripare." Rosetti a fost contemporan cu ruda sa omonimă, generalul Radu R. Rosetti (1877-1949). Din moment ce acesta din urmă a fost de asemenea implicat și în scris, Radu D. a glumit cu cititorii săi: "Și acu, dacă micul meu studiu v-a plăcut, să știți că eu mi's  [...] Radu D. Rosetti. Dacă nu, - eu n-am fost eu, [...] ci homonimul meu, generalul Radu Rosetti. Luați-l la telefon și ocărîți-l." Confundat adesea cu generalul de către critici, cum ar fi George Panu, el a adoptat inițiala "D." ca un semn distinctiv.
Crescut inițial de bunica maternă, Rosetti a fost apoi trimis la diferite școli, iar în 1890 a studiat la Liceul Andrei Șaguna din Brașov, pe atunci aflat sub dominație austro-ungară. Aici s-a întâlnit cu poetul Ștefan Octavian Iosif, împreună cu care a scos revista hectograf Păcăleandru. Încăpățânat și răzvrătit împotriva condițiilor de închisoare din școlile internat, el a fost plasat sub tutelă privată, dar nu a reușit să-și finalizeze studiile. Se spune că în acești ani s-a întâlnit pentru prima oară cu Caragiale, care (în ciuda faptului că oficial era needucat) lucra ca profesor de istorie a României la una dintre școlile pe care le-a urmat tânărul Rosetti. Rosetti a fost salutat de Caragiale drept cel de-al doilea mare scriitor al României, după Caragiale însuși. Mai târziu, el a aflat că era o glumă: Caragiale făcea același compliment și altor scriitori din cercul său.
Părăsind liceul Matei Basarab, a fost o vreme corector la cotidianul Adevărul. Prima sa poezie a apărut la Vieața cu sprijinul lui Alexandru Vlahuță, prin care i-a cunoscut pe Nicolae Grigorescu și Barbu Ștefănescu Delavrancea, păstrând totodată contacte cu Caragiale. Acesta din urmă i-a publicat poeziile în revista Vatra, care i-a permis lui Rosetti să păstreze legăturile și cu alte reviste românești publicate în Austro-Ungaria. Constantin Mille, angajatorul său de la Adevărul, a scris prefața primului său mic volum de poezii, "Foi de toamnă" (1892). Munca sa poetică de-a lungul vieții, descrisă de Călinescu drept neoromantism "provincial și rustic", cuprindea un număr mare de epigrame, madrigale și romanțe; o parte din lucrări au arătat influența lui Traian Demetrescu , și, prin el, pe cea a lui Heinrich Heine.

### Faima
În 1894, Rosetti a debutat și ca epigramist în revista Graiul, editată de Ilarie Chendi. Un volum de astfel de lucrări a ieșit în acel an, sub numele "Epigrame"; alte volume de versuri au urmat într-o rapidă succesiune: "Din inimă" (1895), "Sincere" (1897), "Duioase" (1897). Pentru un timp, împreună cu Ludovic Dauș, a scos revista literară Doina. În 1898, Rosetti era unul dintre obișnuiții la întâlnirile literare de la Cafeneaua Fialkowski (la care a participat și tatăl său), unde s-a întâlnit cu Alexandru Macedonski, Mircea Demetriade și actorul Ion Livescu.  Acesta din urmă și-a reamintit că Rosetti a fost "la fel de blând și moale ca și poezia lui, subțire și suplu ca o trestie, cu părul blond lung și ochii visători". Macedonski l-a cooptat, de asemenea, să scrie pentru Literatorul.
Deși nu era afiliat la mișcarea simbolistă, Rosetti avea legături ideologice cu diverși exponenți. În 1913, criticul Gheorghe Savul l-a inclus în "decadentism", alături de simboliștii Ștefan Petică și Iuliu Cezar Săvescu. Toți trei au urmat, de asemenea, un "socialism deziluzionist", lăsat izolat în urma prăbușirii Partidului Muncitoresc; dar au fost de asemenea atașați de naționalismul românesc și inspirați de poezia lui Mihai Eminescu. Din punct de vedere stilistic, Rosetti a fost o influență timpurie și episodică asupra tinerilor simboliști precum Eftimiu și Ion Minulescu. . Acest lucru nu se referea numai la standardul său poetic, ci și la stilul său de viață: așa cum își amintește Eftimiu, ei invidiau frumusețea fizică și aventurile lui sentimentale. Deși Eftimiu crede că Rosetti era total indiferent față de Baudelaire și  Verlaine, de fapt, el îl respecta pe acesta din urmă.
Pentru a intra la Universitatea din Bucuresti, Rosetti a obtinut o diplomă de liceu din Bruxelles. S-a căsătorit pentru prima oară cu scriitoarea și criticul literar Elena Bacaloglu, cu care a avut o fiică. S-au logodit la 19 decembrie 1896 și au avut nunta religioasă în ianuarie anul următor; politicianul Nicolae Filipescu le-a fost naș. Cu toate acestea, în decursul anului, nemulțumit de starea sa materială, s-a mutat din casa familiei și a dat divorț. Deznădăjduită, soția sa s-a împușcat însă a supraviețuit. Gestul l-a șocat pe Rosetti, Eftimiu notând că Rosetti ca "răzbunător al gintei" arăta că poeții pot fi și seducători, nu doar seduși. Rosetti și Bacaloglu au divorțat în 1899, Elena căsătorindu-se cu istoricul literar Ovid Densusianu în 1902.
În 1900, Rosetti a absolvit Facultatea de Drept din București cu teza "Delictele de presă în legislația noastră". A efectuat serviciul în Forțele Terestre Române, ajungând la rangul de locotenent într-un regiment de artilerie staționat la Fortul Chitila. După ce a lucrat în funcții minore pentru tribunalele din Brăila și Constanța, până în 1903 el avansase ca procuror la judecătoria Prahova. Locuind la Ploiești, el s-a căsătorit, apoi a divorțat de Marioara Naumescu. În această perioadă și-a făcut debutul ca autor dramatic, cu piese pe teme sociale. În 1898, în "O lecție", soția unui plagiator își exprimă disprețul față de soțul ei având o aventură și rămânând însărcinată; "Păcate", care a apărut în 1901, dezvăluie triunghiul conjugal care a distrus o familie din clasa de mijloc. Ambele piese au fost preluate de Teatrul Național București, cu Livescu într-unul din rolurile principale.

### Marginalizarea

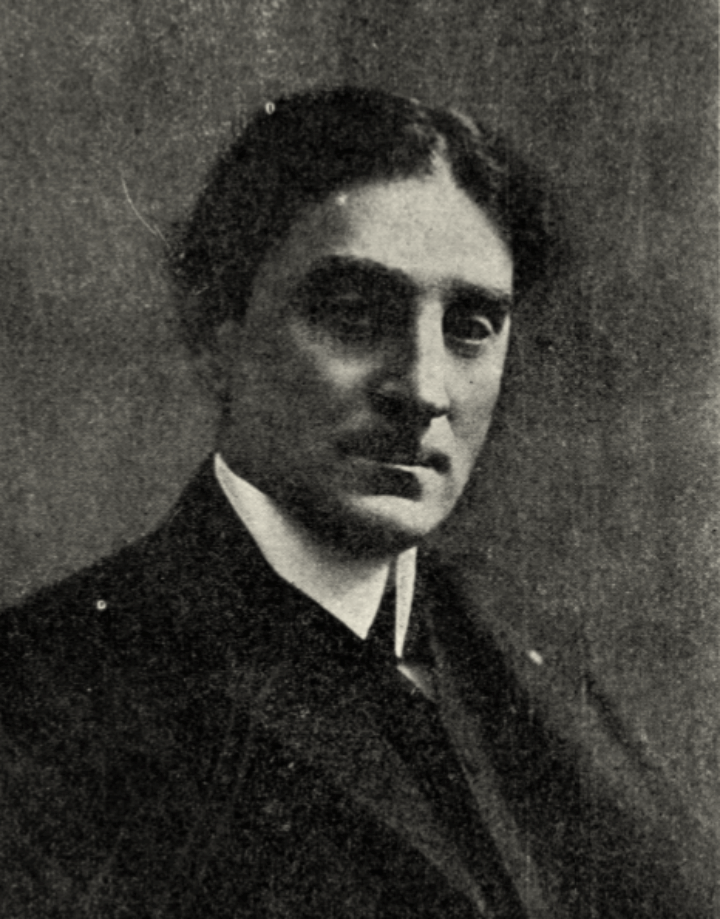
Rosetti în 1912

Cu timpul, Rosetti s-a concentrat mai mult pe munca de traducător, pe care a început-o cu o versiune a L'Etoile a lui Jean Richepin, preluată de Teatru Național în 1898. Livescu, care a jucat în ea ca Sir Richard, a numit lucrarea "excelentă". În 1901, el s-a întors la poezie cu colecția "Cele din urmă", cuprinzând piese d-ale lui și traduceri ale poeților preferați. Redactorul de la revista Familia l-a descris ca fiind "pesimist, dar întotdeauna cochet".  Rosetti a publicat, de asemenea, versiuni ale lui Robinson Crusoe (1900) și Călătoriile lui Gulliver (1905), urmate în 1908 de selecții din Guy de Maupassant și André Gill.
Fosta lui soție, Marioara, s-a căsătorit cu un alt epigramist, Ion Ionescu-Quintus, care a fost liderul provincial al Partidului Național Liberal; fiul lor, Mircea Ionescu-Quintus, va deveni de asemenea un epigramist și va deveni lider de partid. Rosetti a rămas prieten apropiat cu familia și le-a vizitat căminul. La acea vreme el era căsătorit cu Lucreția Cristescu-Coroiu, care și-a petrecut 20 de cei 21 de ani împreună țintuită la pat de boală. Rosetti a călătorit în întreaga Europă și în Egipt, vizitele sale devenind note de călătorie. Unele dintre acestea au fost colectate alături de alte schițe, în volumul "Printre Picăturĭ" (1903). După cum susține Călinescu, volumul este complet lipsit de "ascuțimea percepției și pregătire artistică."
Un volum de versuri din 1904, "Din toate", a fost criticat aspru de simbolistul Emil Isac în Familia: Isac a susținut că volumul a anunțat moartea lui Rosetti ca poet. Totuși, așa cum a remarcat aceeași revistă Familia, Rosetti a rămas "unul dintre cei mai citiți autori" din Vechiul Regat Român, stilul său fiind "accesibil". Până în 1908, a fost un colaborator regulat la Convorbiri Critice și la revista turistică "Printre Hotare". A fost dat afară de la Convorbiri Critice e tradiționalistul Mihail Dragomirescu. În anii 1910 a fost recuperat de naționalistul Nicolae Iorga, care a privit marginalizarea lui Rosetti ca nedreaptă și a publicat călătoriile lui "pline de viață" în revista Neamul Românesc.
În aprilie 1911, Societatea Teatrală Română l-a ales pe Rosetti în primul comitet de conducere alături de George Diamandy, A. de Herz, Paul Gusty și George Ranetti. Împreună cu Diamandy, Rosetti a organizat, de asemenea, un Cerc Literar la Teatrul Comoedia și, ca atare, un festival din februarie 1912 care îl onorează pe Caragiale. În martie, în calitate de delegat al Societății, el l-a întâmpinat pe Richepin la București și a vorbit la banchet. Lucrarea sa a apărut alături de cea a poeților simboliști în revistele Ilustrația și Noi Pagini Literare.
Rosetti a avut o carieră îndelungată ca avocat al apărării, o experiență care s-a văzut în producțiile sale literară, inclusiv memorii precum "Din sala pașilor pierduți" (1922). Așa cum notează atât Călinescu, cât și Eftimiu, el a fost unul dintre oratorii români inspirați de ideologia și stilului justiției sociale a lui François Coppée. Decan al Baroului din județul Ilfov, el a fost implicat în special în a pleda pentru activiștii de stânga urmăriți în justiție de stat. În 1909, el și Mille au eșuat în încercarea de a obține o achitare pentru I. C. Frimu, Gheorghe Cristescu și Panait Istrati, care fuseseră acuzați pentru răzvrătire.
În martie 1913 a vorbit la Ateneul Român pentru susținerea incinerării. Ca urmare, ziarele au raportat (probabil exagerat) că un număr de 3.000 de persoane s-au alăturat mișcării "cremaționiste". Discursul a alimentat comentariul satiric al lui Tudor Arghezi și al lui Ranetti, acesta din urmă observând în special că Rosetti intenționa să-i desființeze pe artiștii funerari, pe antreprenorii de pompe funebre și pe florari din afacere. El i-a răspuns lui Ranetti  în Furnica cu o piesă ironică, în care a informat cititorii că ei încă își pot îngropa cenușa pentru a menține comertul funerar. O figură importantă în tendința "cremationistă", care a provocat obiceiurile funerare ale Bisericii Ortodoxe Române, Rosetti mai târziu va evita moderați precum Constantin Dissescu—care, potrivit lui  Rosetti, a trădat cauza.

### Primul Război Mondial și scandalurile din anii 1920

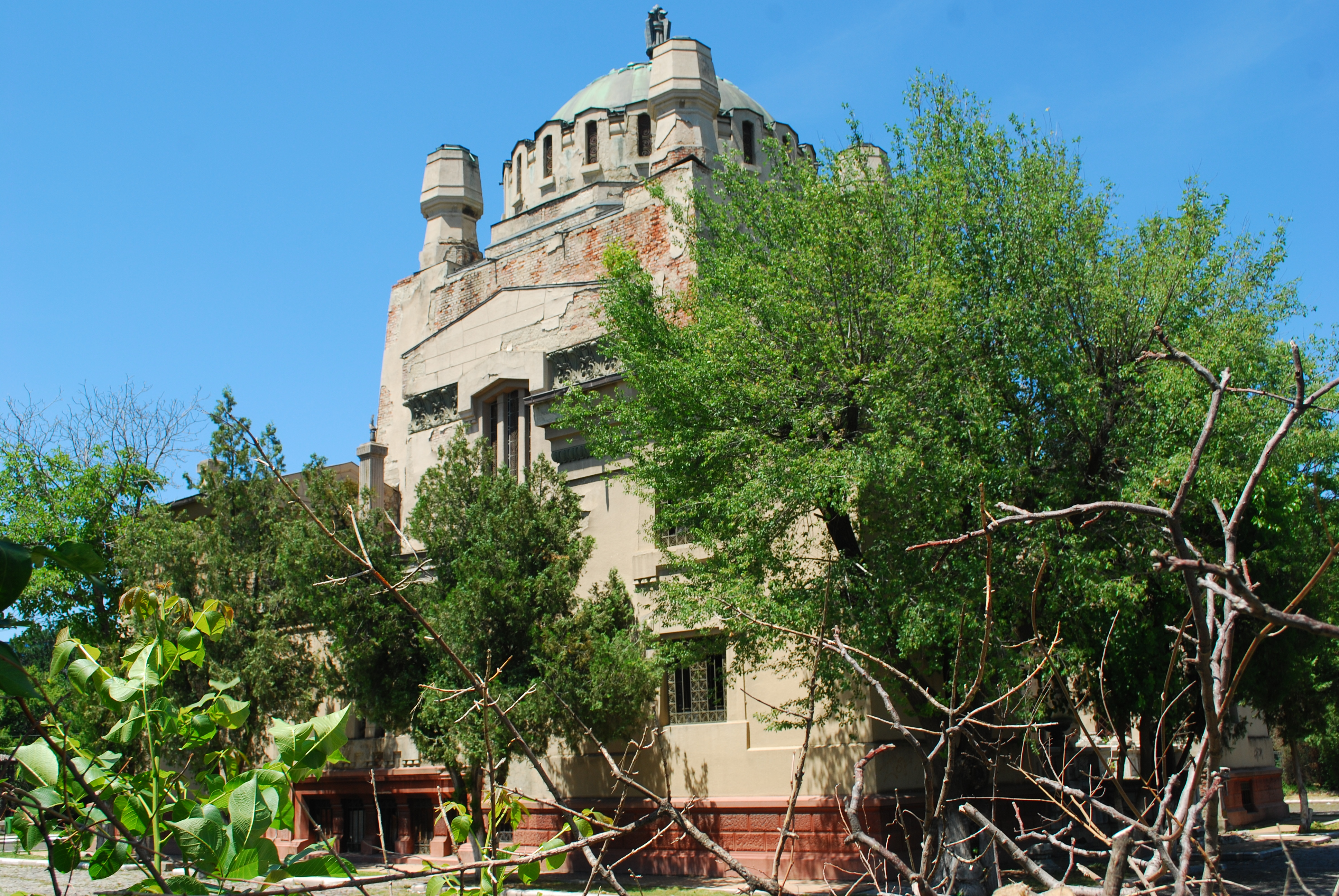
Crematoriul din București, înființat de Rosetti și camarazii săi "cremaționiști"

La scurt timp după izbucnirea Primului Război Mondial, România fiind încă un teritoriu neutru, francofilul Rosetti a făcut campanie pentru ca România să se alăture Puterilor Antantei și a abordat problema în timpul dezbaterilor la Societatea Scriitorilor Români. În cele din urmă, România s-a alăturat Antantei, iar Rosetti a fost chemată sub arme. În mod neașteptat, a fost mutat la o unitate de artilerie călăreață, dar a fost protejat de serviciul activ de către generalul Alexandru Averescu și a fost desemnat să țină discursuri patriotice trupelor pe front. După ce sediul armatei s-a retras la Iași, Rosetti a fost însărcinat să scrie pentru revista de propagandă militară România.
În cele din urmă, Rosetti s-a întors la București după armistițiul din noiembrie 1918. În 1919, el și Mille făceau parte dintr-o echipă care reprezenta conducerea Partidului Socialist din România. La începutul anilor 1920, Rosetti s-a întors la colaborarea cu ziarele și revistele din toată România, inclusiv: Dimineața, Îndreptarea, Rampa, Universul, Viața Romînească, Ziarul Științelor și Călătoriilor, Cele Trei Crișuri, Di Granda, Foaia Tinerimii, Ilustrația, Izbânda, Lumea Copiilor, Lumea Ilustrată, Poetul, Sănătatea, Săptămâna Muncii Intelectuale și Artistice și Viața Studențească. Până în 1930, opera lui a fost prezentă și în Omul Liber, Basarabia, Brazda, Ecoul, Propilee Literare, Revista Politică și Revista Subofițerilor. De asemenea el a publicat traduceri în Orizontul precum și literatură juridică în Curierul Judiciar, Revista Penală, și mai târziu în  Palatul de Justiție și Poliția Modernă. În 1923, el s-a reunit cu Liga Drepturilor Omului cu înclinare de stânga, fondată de Constantin Costa-Foru și Vasile Stroescu. În martie, alături de savantul Mina Minovici și de politicianul  Grigore Trancu-Iași, el a fondat Societatea Nirvana (mai târziu "Cenușa"), care administra Crematoriul din București. Cu toate acestea, când soția lui a murit în 1926, ea a fost îngropată la Cimitirul Bellu.
În decembrie 1923, Radu D. Rosetti a ținut un discurs la Ateneu pentru a susține incinerarea și a lăudat pe cei 6.000 de noi recruți, deși interesul său în această chestiune a continuat să alimenteze ridiculizarea și să ofere material epigramistului N. Crevedia. S-a confruntat cu protestele liderilor ortodocși, cum ar fi Iuliu Scriban și Dumitru Popescu-Moșoaia, care au menționat în dispute publice cu Rosetti, că Nirvana a canalizat fonduri publice; totuși majoritatea clericilor s-au împăcat pasiv cu practica. O provocare mai serioasă a venit de la ziarele religioase precum Curentul, Cuvântul și Glasul Monahilor, care l-au susținut pe preotul Marin C. Ionescu și au fost date în judecată pentru calomnie de Minovici. Rosetti a fost avocatul acestuia din urmă, el însuși acuzat de lobby-ul ortodox că a mințit în mod conștient pentru a promova interesele clientului său.

### Memorialistul
Publicarea volumelor amintirilor sale de război — "Remember" (1921) și "Obolul meu" (1922) —, Rosetti s-a alăturat lui Emil Cerbu în compilarea unei antologii a versurilor moderne de dragoste, "Cartea dragostei" (1922). Au urmat colecții definitive ale prozei și poeziei sale împrăștiate: "Poezii" (1926), "Eri" (1931), "Vechituri", "Pagini alese" (1935) și "Instantanee turistice" (1939).
Memoriile sale, apărute sub formă de carte și în alte formate, au fost prețuite de publicul cititor și au fost prezentate în emisiunile de radio din România. Așa cum a remarcat Eftimiu, ele au conservat universul cititorilor mai în vârstă, care au cumpărat cărțile pentru a-și recâștiga contactul cu lumea antebelică. Scriind în 1931, Isac a salutat și el întoarcerea vechiului poet al anilor 1890, care, deși "întârziat", a oferit "un compendiu de civilizație, afecțiune și adevărat românism." Rosetti însuși era nostalgic și neinteresat de literatura modernistă. Într-un interviu din 1935 cu Mihail Sebastian de la Rampa, Rosetti a susținut că Dadaismul și Futurismul au fost "astăzi aici, mâine au dispărut", declarând că a citit doar lucrările colegilor săi de generație. Înainte de alegerile din 1931, el l-a reprezentat pe Averescu într-un proces civil împotriva jurnalistului Bazil Gruia, care s-a referit la general ca "asasin al țăranilor". Deși, după cum a notat, el se considera adversarul politic al lui Averescu, a fost de acord să-l apere pe "marele comandant care a condus trupele noastre la victorie".
În timpul celui de-Al Doilea Război Mondial, Rosetti a colaborat ocazional la Universul, unde, în 1940, a publicat o piesă romantizând istoria cartierului Moșilor. În 1942, Editura Cugetarea a editat un volum final de amintiri ale lui Rosetti, "Odinioară". Se prezintă pe capitole figurile mai pitorești care au traversat viața autorului, cum ar fi: Macedonski, Claymoor, Nicolae Fleva, Alceu Urechia și Alexandru Bogdan-Pitești. La momentul publicării, "Odinioară" a fost cenzurat pentru pesimismul său, în revista de extremă dreapta Gândirea. Redactorul literar Nicolae Roșu
În urma instaurării regimului comunist în România, Rosetti a trăit izolat. Uitat de public, el a locuit într-o mansardă în București, unde a păstrat o urnă destinată cenușii sale, lăsând doar data morții să fie completată de gravor. În anii 1950 frecventa seratele literare din casa lui Ion Larian Postolache, pe strada Dobroteasa, alături de foștii rivali Crevedia, Virgil Carianopol, Ion Buzdugan și fiul lui Crevedia Eugen Barbu. Fiica lui de la Bacaloglu locuia, de asemenea, în București și avea un loc de muncă guvernamental înainte de a fi demisă. Rosetti a murit în 1964 și, conform dorinței sale, a fost incinerat. Urna lui a fost depusă în mormântul Lucreției de la Bellu.

## Operă

### Volume de poezie
- Poesii
- Foi de toamnă
- Cartea dragostei
- Epigrame
- Din inimă
- Sincere (Ed. Librăriei Carol Müler, București, 1897)
- Duioase (Ed. Librăriei Leon Alcalay, București, 1897)
- Valuri (Ed. Librăriei H. Steinberg, București, 1900)
- Cele din urmă (Ed. Librăriei H. Steinberg, București, 1902)

### Volume de proză
- Veneția
- Proză
- Anecdote militare

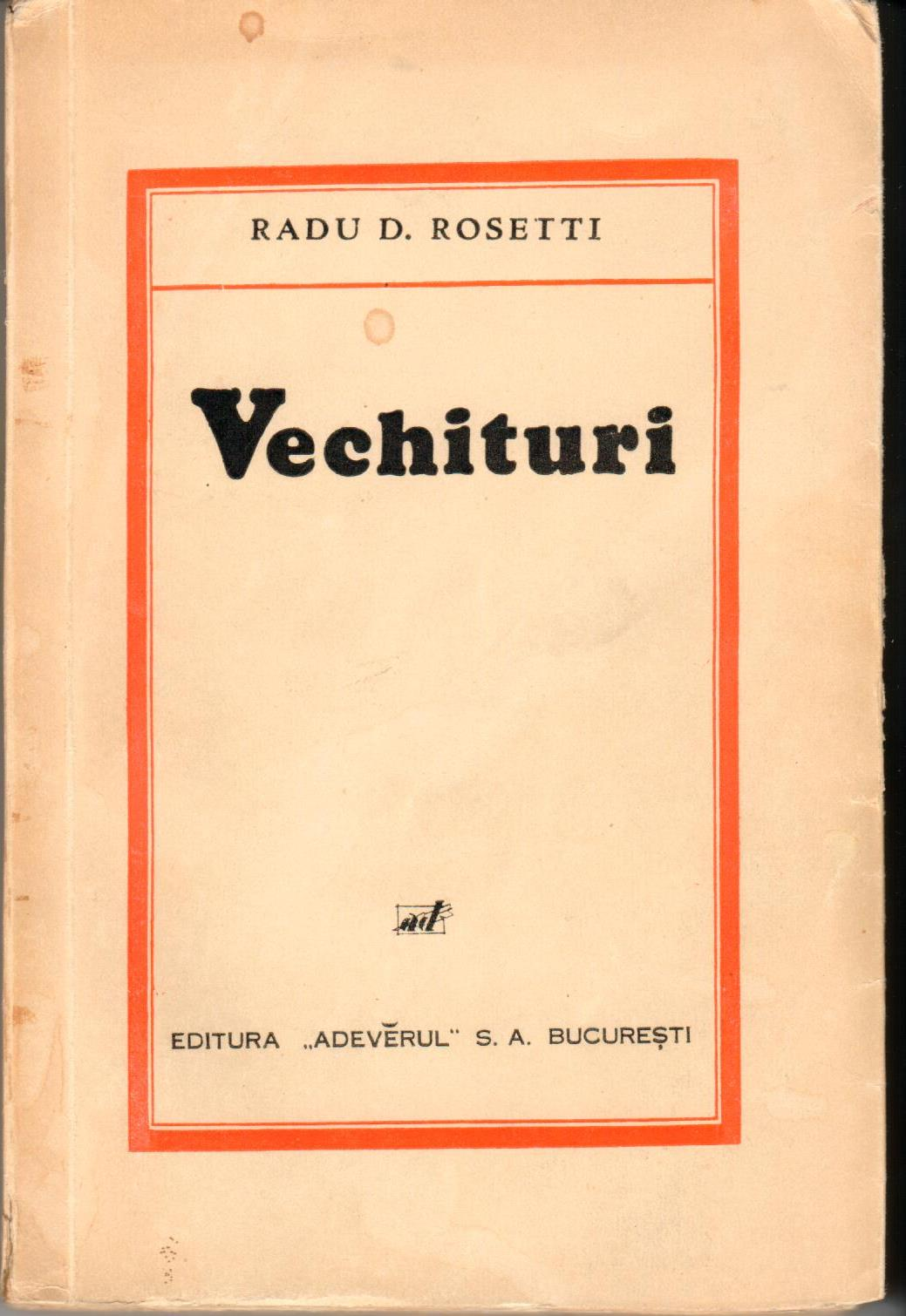
Vechituri

- Printre picături (Ed. Librăriei Centrale A. V. Stănciulescu, Ploiești, 1904)
- Din largul lumii
- Vechituri Editura "Adeverul" S.A. Bucuresti, 1936

### Piese de teatru
- Steaua
- Pățania lui Dumitrache
- O lecție, dramă in trei acte (Ed. Librăriei H. Steinberg, București, 1898)
- Păcate

### Traduceri
- Steaua de Andre Gill și Jean Richepin, 1896
- Robinson Crusoe, de Daniel Defoe, 1900
- Călătoriile lui Gulliver, de Jonathan Swift, 1905
- De demult, de Guy de Maupassant, 1908